# Alan Ledesma
Alan Ledesma (México, 26 de noviembre de 1977-Ciudad de México, 25 de febrero de 2008) fue un exitoso actor de telenovela. Su nombre real fue Alain aunque en el medio comúnmente conocido como Alan.
"Me detectaron un tumor muy grande y me cortaron 15 centímetros de intestino, después se me había ido al hígado, me quitaron una parte. Luego, vinieron quimioterapias y la reconexión del intestino", indicó Alan hace tiempo a la prensa.[cita requerida]
Ledesma recibió su primera quimioterapia para controlar el cáncer de estómago, ya que tenía deseos de salir adelante.
Ledesma tuvo que suspender su participación en la telenovela "Las tontas no van al cielo", por lo avanzado de su enfermedad, ya que también le descubrieron tumores en los pulmones. 
Falleció debido al cáncer en el estómago, que padecía desde hace años. 

## Telenovelas
- Lola, érase una vez (2007) - Julio
- Código postal (2007) - Ángel Moreno
- Pablo y Andrea (2005) - Osvaldo Montero
- CLAP... el lugar de tus sueños (2003)
- La intrusa (2001) - David
- Rayito de luz (2000)
- DKDA, Sueños de juventud (1999)
- Infierno en el paraíso (1999) - Julio